# 匍枝筋骨草
匍枝筋骨草（学名：Ajuga lobata）为唇形科筋骨草属下的一个种。

## 扩展阅读
- 維基物種上的相關：匍枝筋骨草